# Linje D (Buenos Aires tunnelbana)

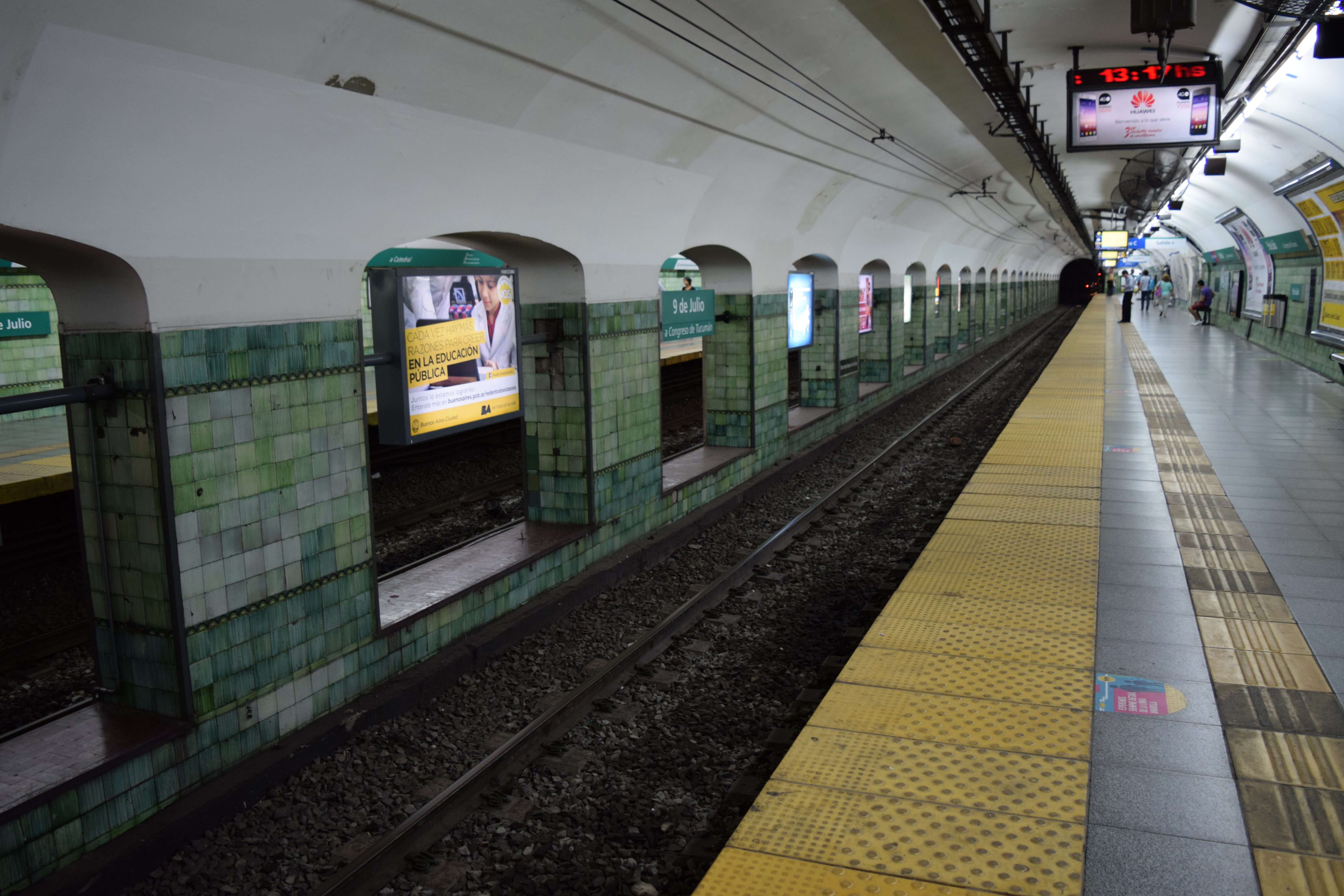
Stationen 9 de Julio

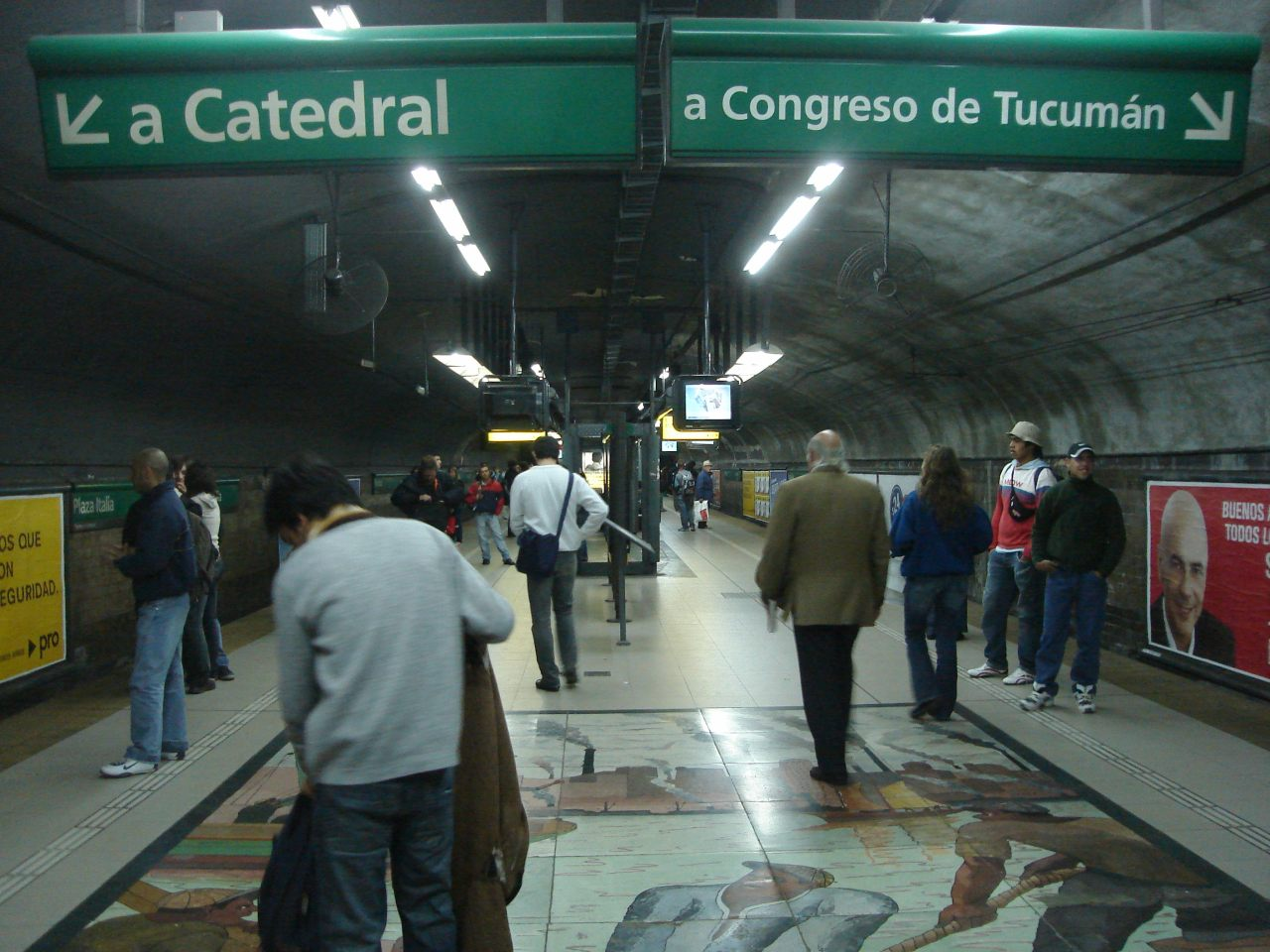
Stationen Plaza Italia i stadsdelen Palermo.

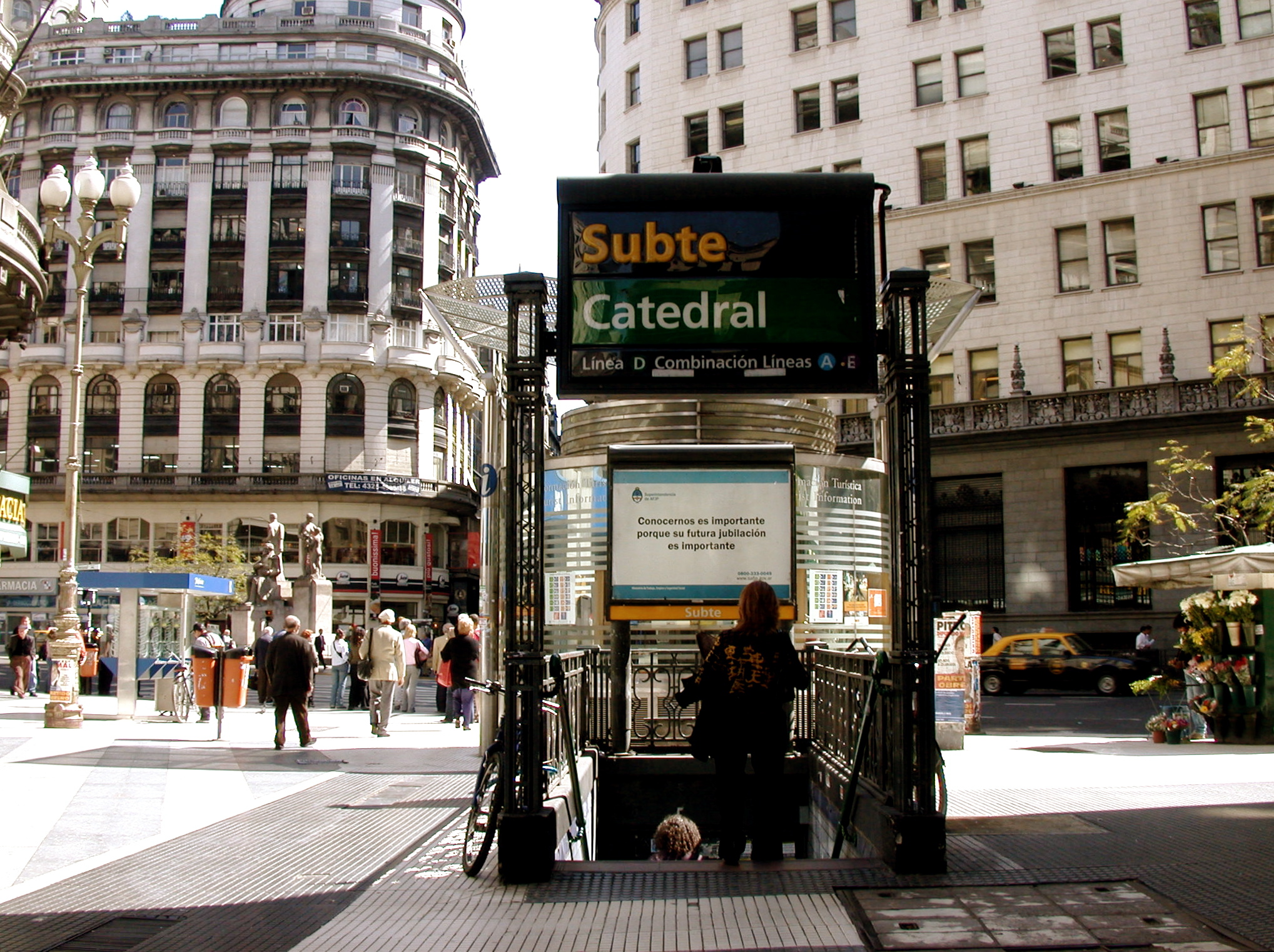
Nedgång till stationen Catedral.

Linea D i Buenos Aires tunnelbana invigdes 3 juni 1937. Med 16 stationer och en längd på 11 km är det en av de största och längsta.
Stationer:
- Catedral (Perú (A), Bolívar (E))
- 9 de Julio (Carlos Pellegrini (B), Diagonal Norte (C))
- Tribunales
- Callao
- Facultad de Medicina
- Pueyrredón (Santa Fe (H))
- Agüero
- Bulnes
- Scalabrini Ortiz
- Plaza Italia
- Palermo
- Ministro Carranza
- Olleros
- José Hernández
- Juramento
- Congreso de Tucumán